# Marante
António Luis Cortez Marante, conhecido como Marante (Barqueiros, 15 de Julho de 1948), é um músico e compositor português. Antigo jogador de futebol pelo Salgueiros, tornou-se conhecido como uma das figuras da música de baile e popular portuguesa. É conhecido por fazer parte da banda Diapasão com a qual ganhou discos de platina e discos de ouro. É responsável por várias canções que fazem parte da memória colectiva portuguesa, entre elas A Bela Portuguesa.

## Biografia
António Luis Cortez Marante, mais conhecido como apenas Marante, nasceu no concelho de Mesão Frio, na freguesia de Barqueiros, no dia 15 de Julho de 1948. Com 6 anos muda-se com a familia para a Campanhã no Porto, onde a mãe trabalhou como costureira e o pai nos Comboios de Portugal (CP).
É lá que aos 15 anos dá inicio à sua carreira de futebolista. Passa por vários clubes como avançado, nomeadamente o Desportivo de Portugal, o CD Portugal, o Estrelas de Fânzeres e o Sport Clube Salgueiros, no qual jogou profissionalmente e vestiu a camisola com o número 7, durante quatro temporadas de 1969 a 1973. Após ser mobilizado para ir para Angola fazer a tropa, a carreira de futebolista sofre um interregno de dois anos. Regressa a Portugal em 1972 e volta a ingressar no Salgueiros.
Em 1976, com 28 anos abandona o futebol passando a dedicar-se à sua carreira musical e cria o grupo Transformação, cujo repertório era composto por covers de músicas portuguesas, italianas, entre outras. Após a separação deste grupo, forma com outros músico o agrupamento musical Diapasão em 1980.
É com esta banda que chega aos discos de ouro e platina: um de platina, 20 discos de prata e 9 de ouro. Entre eles o album Música de Baile lançado em 1984 e que foi um sucesso de vendas ao atingir um milhão e meio de cassetes vendidas. A Bela Portuguesa, escrita por Marante, é lançada em 1995 e torna-se na canção mais mediática da banda que durante 4 meses não sai do segundo lugar do programa Top Mais da RTP e em 2006 é usada no anúncio da marca de detergentes SKIP.
No final da década de oitenta, Marante lança-se numa carreira a solo e ganha o primeiro disco de ouro com o tema Som de Cristal. Seguem-se outros êxitos nomeadamente com o tema Garçon, do compositor e cantor brasileiro Reginaldo Rossi e Obrigada Mãe Querida.
Em 2008, integra o elenco do filme Aquele Querido Mês de Agosto do realizador Miguel Gomes, elogiado na Quinzena dos Realizadores de Cannes. Seis anos mais tarde, é convidado por Bruno Nogueira a participar no espectáculo Deixem o Pimba em Paz, no Coliseu de Lisboa onde canta Som de Cristal acompanhado pela Orquestra Metropolitana de Lisboa. Som de Cristal é também o nome que Nogueira escolhe para o seu programa sobre o dia-a-dia de figuras da música popular portuguesa, entre elas, Ágata, Nel Monteiro, Quim Barreiros e Marante que é o seu segundo convidado.

## Discografia seleccionada
A solo gravou:
- 1984 - Música de Baile

- 1993 - Isso não se faz ao coração

- 2001 - Beijinhos, beijinhos
- 2005 - Um homem também chora
- 2008 - Sou como sou
- 2010 - Se te lembrares de mim

- 2020 - Inimitável
- 2021 - Regresso

Com a banda Diapasão:
- 1993 - Compassos de Amor

- 1994 - A bela Portuguesa
- 2006 - Festa
- 2007 - Bailarico

Compilações:
- 1999 - 25 Anos: Uma Vida, uma Carreira
- 2008 - Romântico
- 2012 - Coleção d'ouro: O melhor de Marante